# PeerGuardian
PeerGuardian a PeerGuardian 2 byl volně přístupný open source program na blokování příchozích a odchozích spojení ze/na zadané IP adresy. Používal se na blokování „špehování“ organizacemi jako např. BSA (CZ), RIAA (USA) nebo MPAA (USA)